# مرسدس-بنز آنتوس

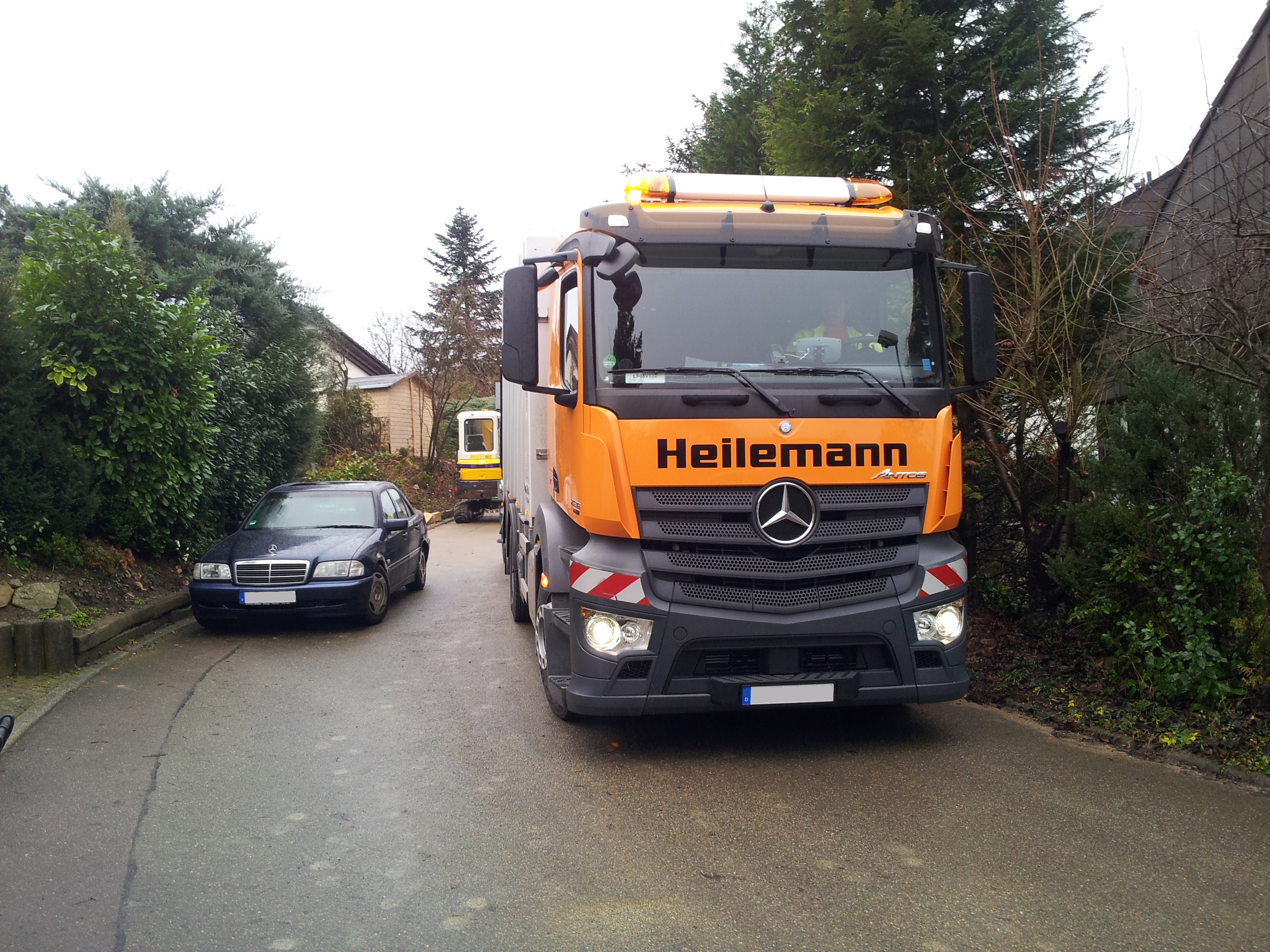
مرسدس بنز آنتوس

کامیون آنتوس یک وسیله نقلیه تجاری است که توسط مرسدس-بنز تولید می‌شود. این خودرو در سال ۲۰۱۲ جانشین مرسدس-بنز آکسور شد.
این خودرو در ۱۳ تیپ عرضه می‌شود. موتورهای خودرو از قدرت ۱۷۵ کیلووات (۲۳۸ اسب بخار متری؛ ۲۳۵ اسب بخار ترمز) تا ۳۷۵ کیلووات (۵۱۰ اسب بخار متری؛ ۵۰۳ اسب بخار ترمز) موجود است.
همه تیپ‌ها با موتورهای ۶ سیلندر سازگار با استاندارد آلایندگی اروپا هستند موتورهای خودرو در سه مدل OM 936 با ۷٫۷ لیتر، OM 470 با ۱۰٫۷ لیتر حجم و OM 471 با ۱۲٫۸ لیتر حجم هستند.